# MIM-23 HAWK
MIM-23 HAWK är ett amerikanskt luftvärnsrobotsystem som designades i slutet av 1950-talet. Det var USA:s första mobila luftvärnsrobotsystem och var till vissa delar baserat på det fasta luftvärnsrobotsystemet MIM-3 Nike-Ajax. Systemet har moderniserats i flera omgångar. Systemet togs ur tjänst i USA efter Kuwaitkriget, men används fortfarande av många andra länder. Namnet "HAWK" är förkortning av Homing All the Way Killer, vilket betyder att den är målsökande under hela flygningen.

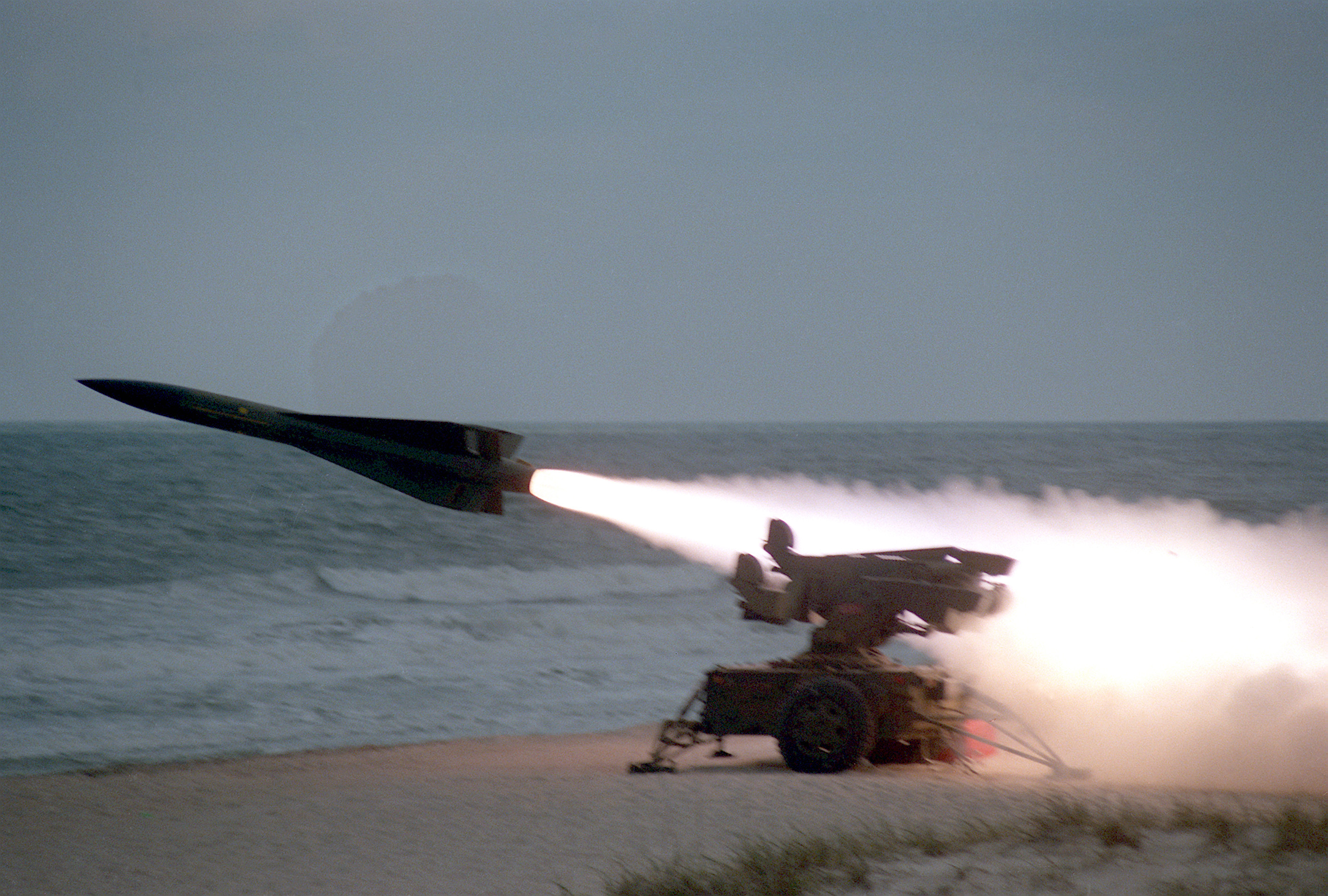
En HAWK-robot avfyras under en övning vid Camp Lejeune, North Carolina, februari 1986.

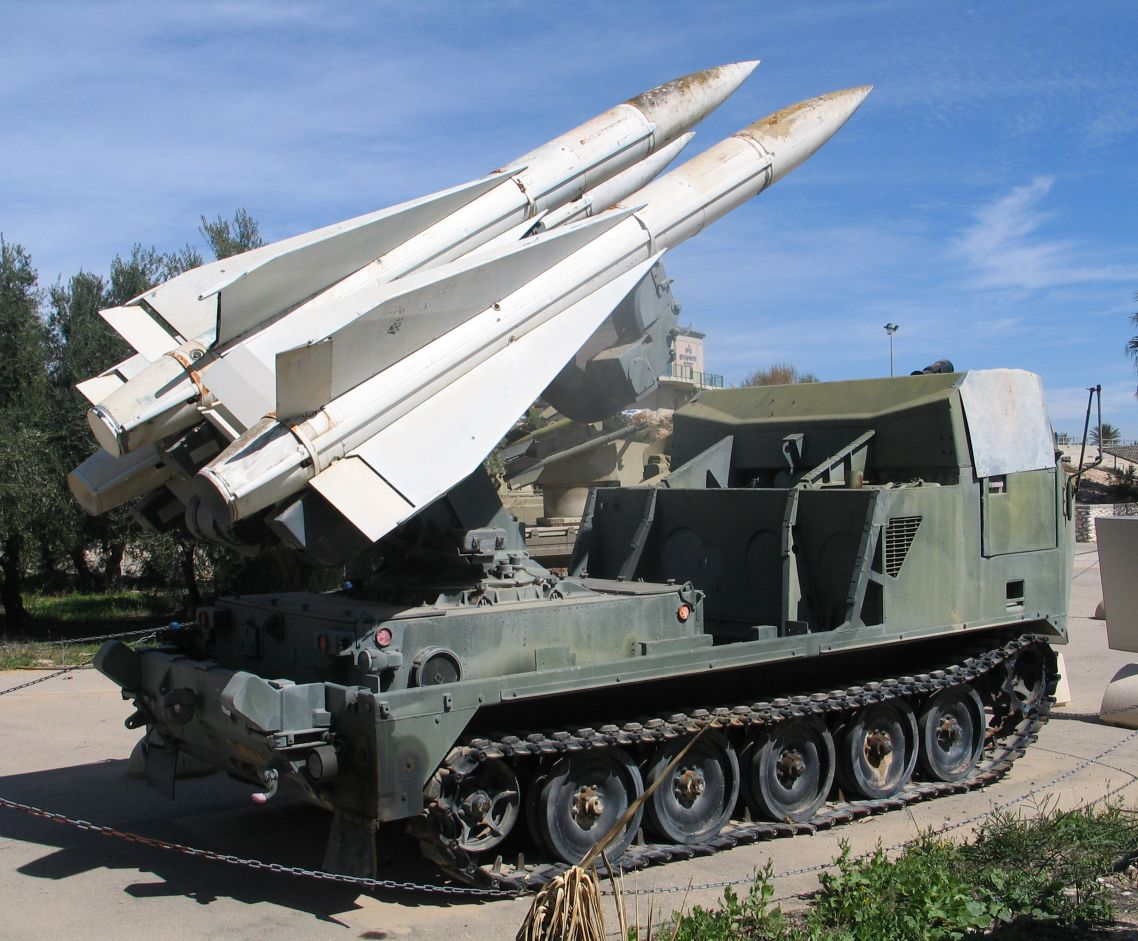
Robotbandvagnen M727 ger HAWK-systemet självgående förmåga.

## Utveckling
Jämfört med Nike-Ajax var HAWK avsett som ett taktiskt system. Räckvidd och maxhöjd reducerades för att göra robotarna mobila. I gengäld fick HAWK-systemet avsevärt bättre förmåga mot mål på låg höjd. Under 1970-talet konstruerades den första moderniserade versionen MIM-23B Improved HAWK. Den hade en ny motor som gav bättre räckvidd och maxhöjd samt en större sprängladdning. I uppgraderingen ingick också nya radarsystem baserade på halvledarelektronik i stället för elektronrör.
Under 1980-talet startade USA:s armé en långtgående moderniseringsplan kallad PIP (Product Improvement Plan). En effekt av den var att robotarna splittrades i två olika utvecklingsgrenar. De första robotarna i PIP-programmet var MIM-23C och MIM-23D. Båda hade förbättrad förmåga att verka i radarstörning. År 1990 infördes MIM-23E och MIM-23F med förbättrad förmåga att urskilja mål bland markekon. År 1995 infördes MIM-23G och MIM-23H med ny robotkropp. Ungefär samtidigt lanserades också MIM-23J och MIM-23K med ett nytt zonrör och en ny sprängladdning med färre men tyngre splitter avsedda att användas mot ballistiska robotar.
| Modell   | Robot               | PAR       | CWAR      | HPI       | ROR       |
| -------- | ------------------- | --------- | --------- | --------- | --------- |
| Hawk     | MIM-23A             | AN/MPQ-35 | AN/MPQ-34 | AN/MPQ-33 | AN/MPQ-37 |
| I-Hawk   | MIM-23B             | AN/MPQ-50 | AN/MPQ-48 | AN/MPQ-46 | AN/MPQ-51 |
| PIP 1    | MIM-23C och D       | AN/MPQ-50 | AN/MPQ-55 | AN/MPQ-46 | AN/MPQ-51 |
| PIP 2    | MIM-23C och D       | AN/MPQ-50 | AN/MPQ-55 | AN/MPQ-57 | AN/MPQ-51 |
| PIP 3    | MIM-23E, F, G och H | AN/MPQ-50 | AN/MPQ-62 | AN/MPQ-61 | —         |
| Hawk XXI | MIM-23K, J, L och M | AN/MPQ-64 | AN/MPQ-64 | AN/MPQ-61 | —         |

## Radar
Trots att systemet är mobilt så är det komplext med många ingående delar, framför allt radarsystemet. Ursprungligen bestod systemet av två stycken spaningsradar, en för hög höjd (PAR) och en för låg höjd (CWAR), en avståndsmätningsradar (ROR) och två belysningsradar (HPI). Sedan PIP 3 används inte längre avståndsmätningsradarn och i och med den senaste versionen Hawk XXI integreras höghöjds- och låghöjdsspaningsradarn med eldledningscentralen i enheten AN/MPQ-64 Sentinel. I andra länder används andra typer av radarlösningar. I Sverige används exempelvis en PS-707 eller UndE 23 för radarspaning och eldledning. De svenska batterierna är dessutom mindre med bara en belysningsradar och 2–3 robotlavetter.

## Utveckling i andra länder

### Iran
Iran fick tillgång till Hawk-systemet genom Iran-Contras-affären under 1980-talet. Iran har utvecklat Hawk till ett lastbilsburet system som dessutom kan avfyra Standard-robotar. Under 2000-talet har Iran börjat tillverka reverse engineerade Hawk-robotar under namnet Shahin. [källa behövs]

### Israel
Israel har utvecklat sina Hawk-system med ett elektro-optiskt system som klarar av att upptäcka mål på 30-40 km avstånd i klart väder. Det är lika långt som radarn når, men systemet sänder inte ut några radiovågor och är därför mycket svårt att upptäcka och att störa ut. Israel har också uppgraderat robotarna så att de når en maxhöjd på 24 000 meter.

### Norge
Kongsberg har uppgraderat de norska Hawk-batterierna med förmåga att avfyra AMRAAM-robotar och erbjuder även systemet för export tillsammans med Raytheon Company.

### Sverige
I Sverige kallades Hawk ursprungligen för Robotsystem 77 och använde PS-707 som en integrerad enhet för både spaningsradar och eldledning och för integrering med LuLIS. Robotsystem 77 ersattes i början av 2000-talet av Robotsystem 97 som använder UndE 23 i stället för PS-707 samt förbättringar av robotar och robotlavetter som gör dem lättare att hantera, till exempel kan robotar transporteras laddade på lavetten.

## Användning

### Frankrike
Ett franskt Hawk-batteri sköt under konflikten mellan Libyen och Tchad ner en libysk Tu-22. Batteriet som var grupperat strax söder om gränsen mellan Libyen och Tchad hade inte tillåtelse att öppna eld förrän bombplanet kränkte tchadiskt luftrum, vilket ledde till att roboten träffade målet nästan rakt över batteriet.

### Iran
Under Iran–Irak-kriget sköt iranska Hawk-batterier ner runt fyrtio stycken irakiska flygplan. Nio stycken sköts ner av ett och samma batteri vid al-Faw 12 februari 1986. Fyra F-14 Tomcat och en F-5E Tiger II sköts också ner genom vådabekämpning.

### Israel
Under Utnötningskriget mellan Israel och Egypten sköt israeliska Hawk-batterier i Sinai ner totalt tolv egyptiska flygplan; fyra MiG-17, fyra Su-7, tre MiG-21 och en Il-28. Under Oktoberkriget sköts ytterligare 12–24 flygplan ner av Hawk-robotar.

### Kuwait
Under Kuwaitkriget användes Hawk-robotar av Kuwait mot irakiskt flyg. Ett batteri grupperat på ön Bubiyan anfölls av en irakisk Su-22 som avfyrade en signalsökande Ch-25MP mot batteriet vilket tvingade operatörerna att stänga av radarn. Batteriet erövrades senare av irakiska specialstyrkor.

## Användare
Både tidigare och nuvarande användare

- Bahrain
- Belgien
- Danmark
- Egypten
- Frankrike
- Förenade arabemiraten
- Grekland
- Irak
- Iran
- Israel
- Italien
- Japan
- Jordanien
- Kuwait
- Marocko
- Nederländerna
- Norge
- Rumänien
- Saudiarabien
- Singapore
- Spanien
- Sverige
- Sydkorea
- Taiwan
- Turkiet
- Tyskland
- USA

### Webbkällor
- ”MIM-23 Hawk”. Engelskspråkiga Wikipedia. https://en.wikipedia.org/w/index.php?title=MIM-23_Hawk&oldid=725836397. Läst 20 juni 2016.
- Parsch, Andreas (2 oktober 2006). ”Raytheon SAM-A-18/M3/MIM-23 Hawk”. http://www.designation-systems.net/dusrm/m-23.html.
- ”HAWK MIM-23 low to medium altitude ground-to-air missile system”. Army Recognition. http://www.armyrecognition.com/united_states_american_missile_system_vehicle_uk/hawk_mim-23_low_medium_altitude_ground_to_air_missile_technical_data_sheet_specifications_pictures.html. Läst 20 juni 2016.